# 宰比德
宰比德（阿拉伯语：‎），又译作札比德、扎比德，是一座位于也门西部海岸平原上的城镇。

## 历史
宰比德是也门境内最古老的城镇之一，得名于其南方的宰比德乾河。先知穆罕默德的萨哈巴（意为同伴）之一，阿布·穆萨·艾什尔里即来自于宰比德，正是他在公元628年建造了最初的艾什尔里清真寺（也被称为宰比德大清真寺），如今依旧屹立在城镇内。根据传统的说法，这是伊斯兰历史上第五座清真寺。
从9世纪到12世纪，也门历史上的齐亚德王朝和纳贾希王朝都以宰比德作为都城。13世纪至15世纪，拉苏勒王朝也将首都置于宰比德，并在当时成为阿拉伯世界与伊斯兰文化的一处中心，很大程度上归功于宰比德大学在学术上享有盛名。
1539年，奥斯曼帝国时任埃及总督的哈德姆·苏莱曼·帕夏在苏里曼大帝的授意下占领并吞并了也门。宰比德一度成为帝国也门省的行政总部。
自20世纪20年代开始，宰比德的主要产业主要为木蓝与棉花种植业，然而近代以来持续不断的部族冲突与内战严重地抑制了包括宰比德在内的地区发展现代经济。时至21世纪，宰比德这座历史悠久的城市已逐渐没落为也门经济、文化的边缘地带。

## 世界遗产
1993年，宰比德历史古城被联合国教科文组织列入世界遗产名录。艾什尔里清真寺成为该区域内最显著的地标式建筑，宰比德大学遗址同样也是古城中可探访的历史遗迹。
2000年，由于保护情况的变化，应也门政府的主动要求，宰比德历史古城被列入濒危世界遗产名录之中。根据联合国教科文组织的报告，古城内大约有四成的历史房屋被新建的混凝土建筑所取代，另一些也处于恶化的状态下。如若该区域内的保护情况无法得到有效的改善，有可能会失去其作为一项世界遗产的地位。

## 图像

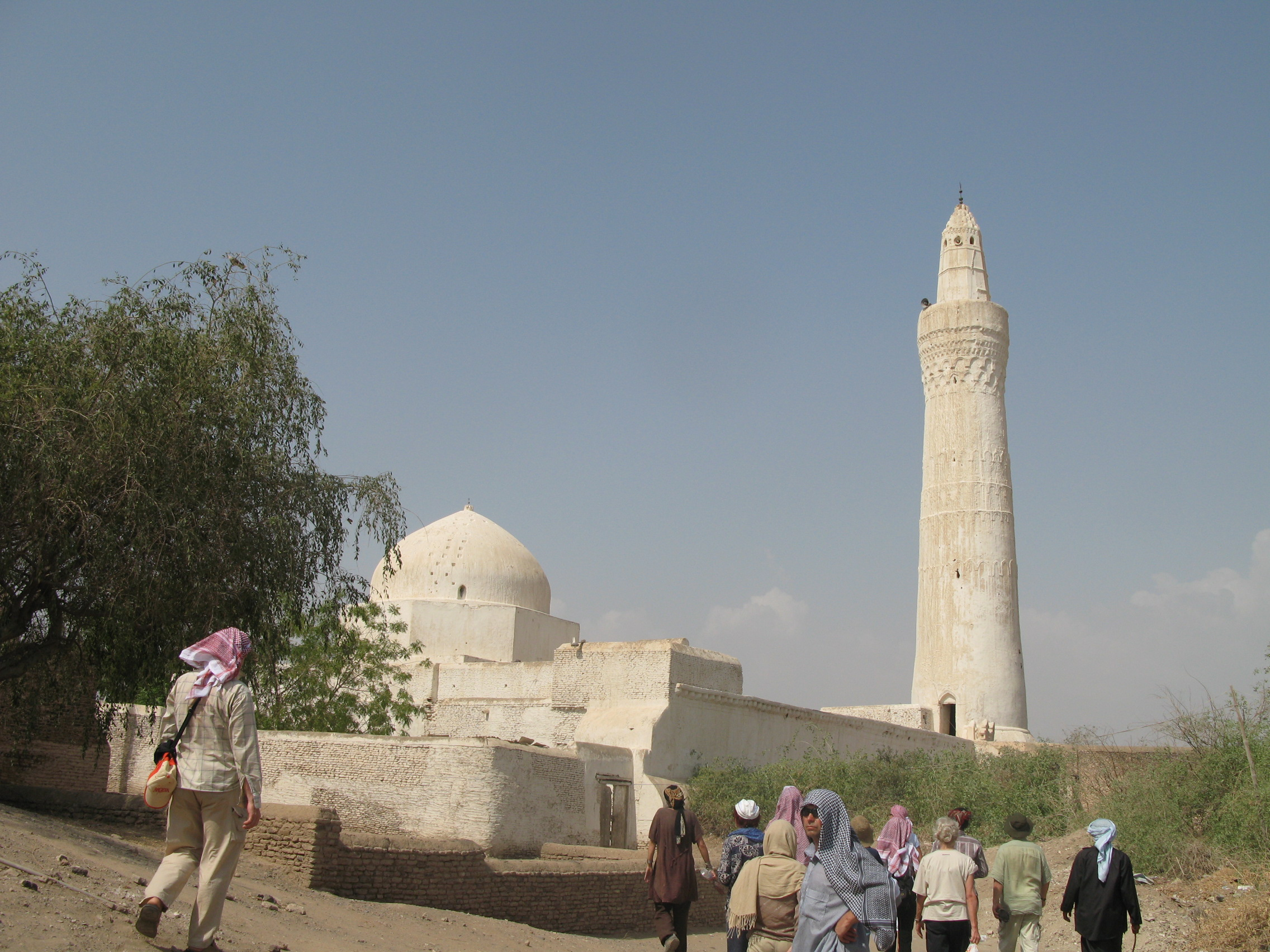
艾什尔里清真寺，也称宰比德大清真寺。
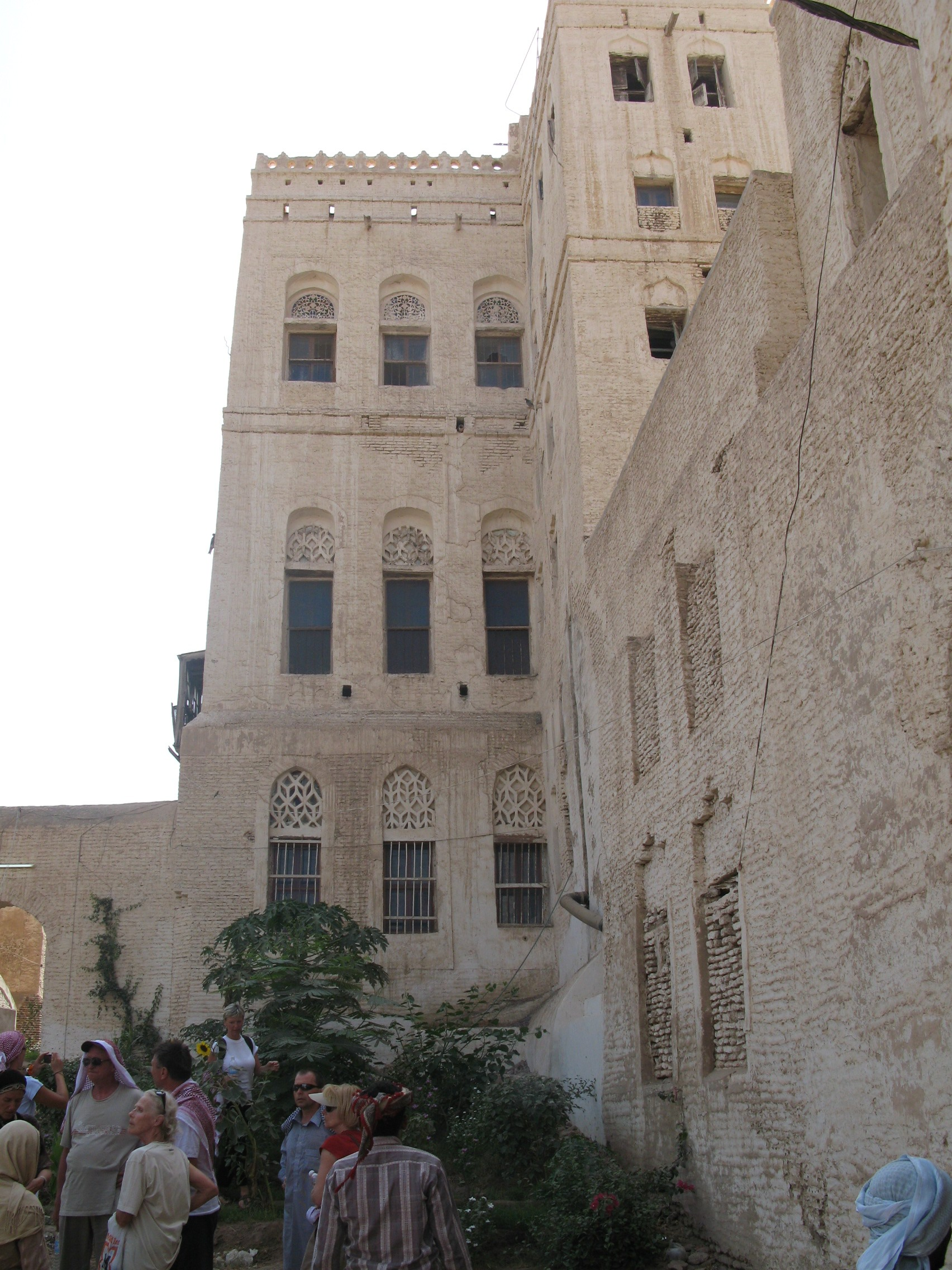
宰比德的一处行政建筑。
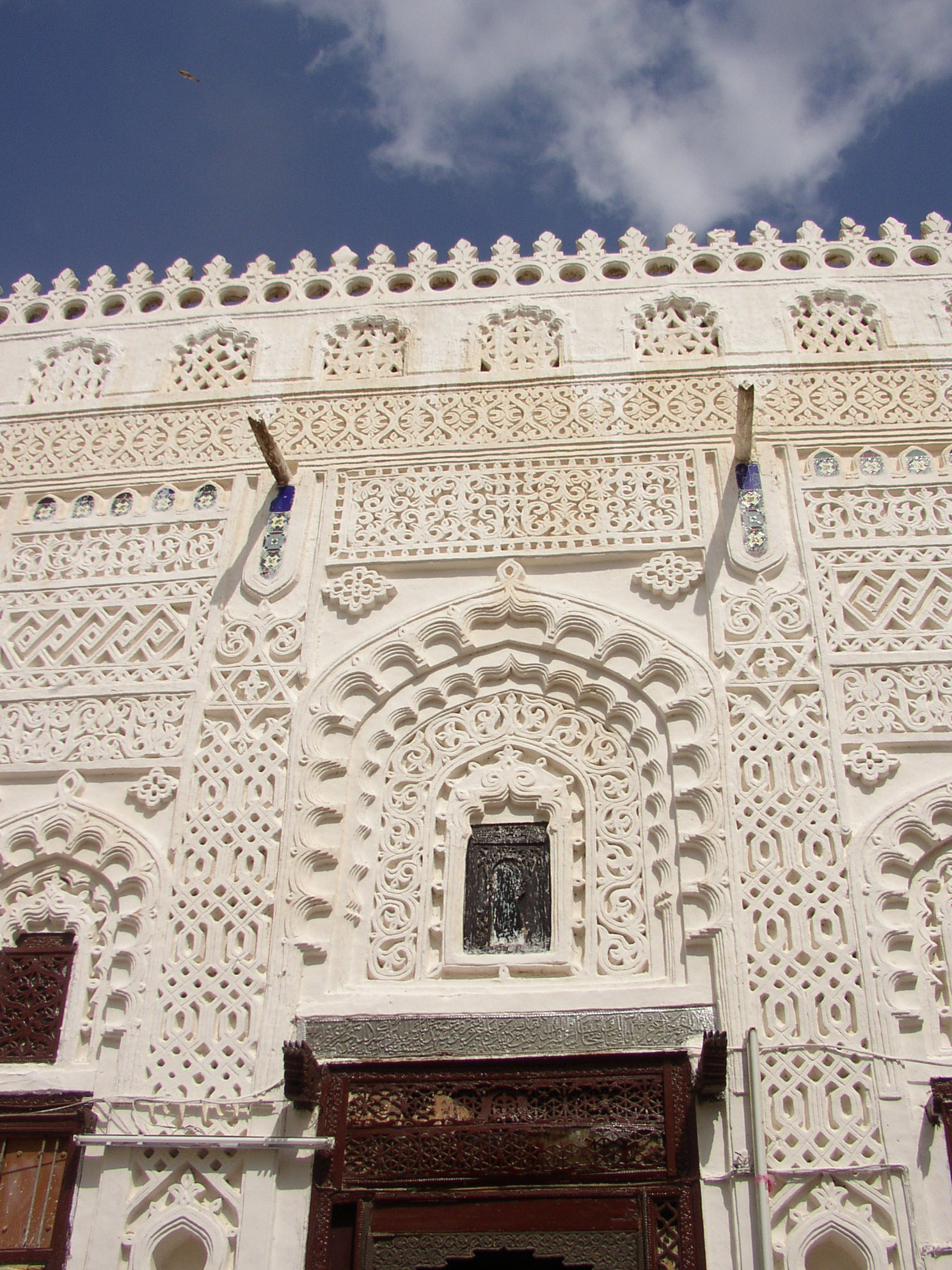
历史建筑上独特的建筑装饰样式。
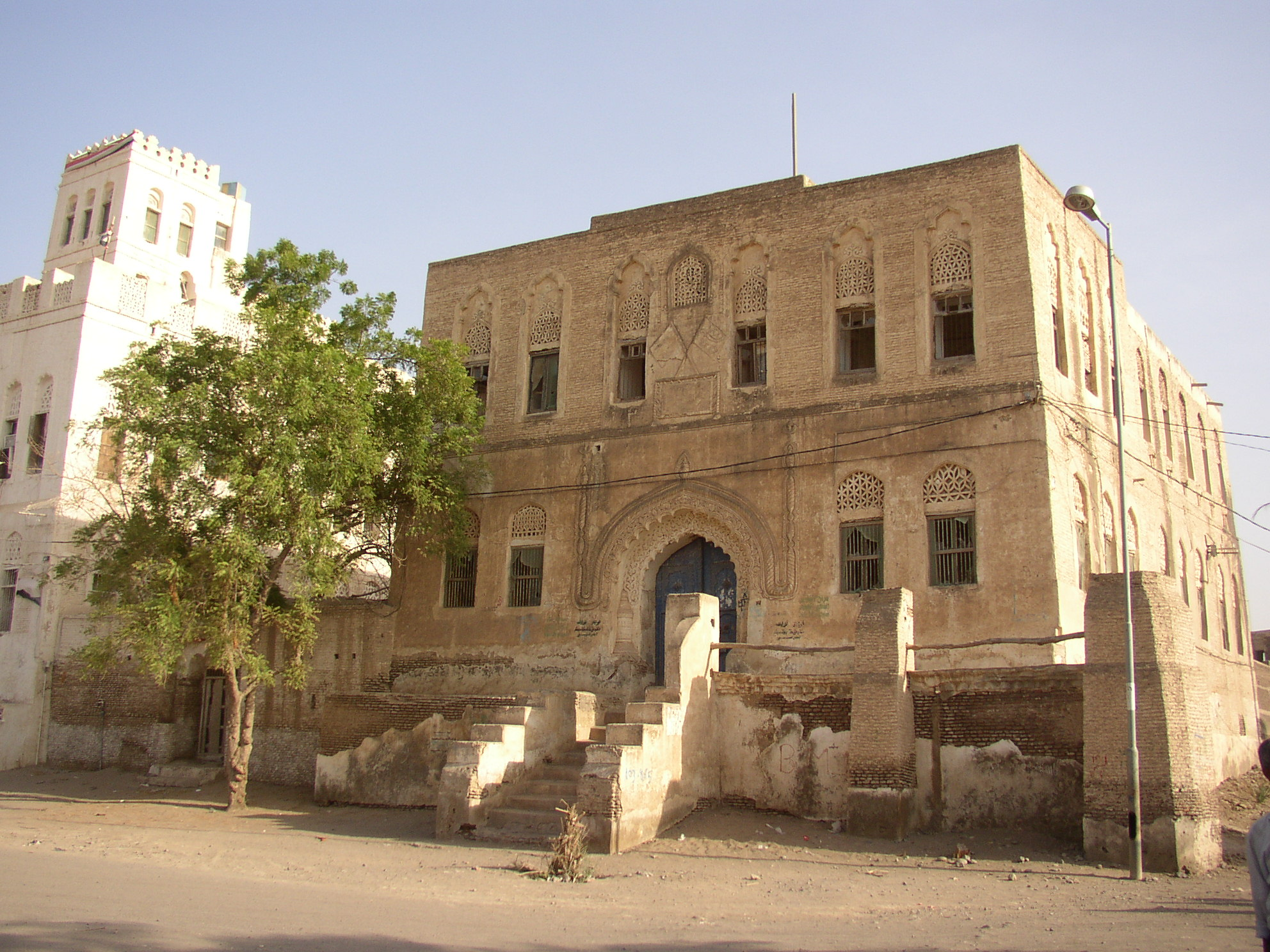
世界遗产范围内的一座历史建筑。